# Nilufar Yoqubboyeva
Nilufar Muradovna Yoqubboyeva (FIDE-Schreibweise Nilufar Yakubboeva; * 29. August 2000) ist eine usbekische Schachspielerin. Sie hält den Titel einer Großmeisterin der Frauen (WGM) im Schachspiel.

## Schachkarriere
Yoqubboyeva trat im Erwachsenenbereich erstmals 2019 erwähnenswert in Erscheinung, als sie die nationale usbekische Schachmeisterschaft gewinnen konnte. Ihren Meistertitel konnte sie 2020 und 2021 verteidigen. 2021 nahm sie am Schach-Weltpokal teil, schied hier aber bereits in der ersten Runde nach einer Niederlage gegen Deysi Cori aus. 2022 wurde ihr der Titel Großmeisterin der Frauen (WGM) verliehen. Im selben Jahr nahm sie mit Usbekistan an der Schacholympiade in Chennai teil, wo ihre Mannschaft letztlich den 31. Platz belegte. Ebenfalls 2022 gewann sie mit 5½/7 Punkten die Abu Dhabi Masters. Im März 2023 erreichte sie mit 2373 ihre bis dato höchste Elo-Zahl. Beim Schach-Weltpokal der Frauen 2023 schied sie ebenfalls in der ersten Runde gegen Eva Repková aus. Bei der Schacholympiade 2024 belegte sie mit Usbekistan mit selbst beigetragenen 4/9 Punkten den dritten Platz in der Abschlusstabelle.
Ein größeres Turnier konnte sie seit 2022 nicht mehr gewinnen.

## Privat
Nilufar Jakubbajewa ist die ältere Schwester von Nodirbek Yoqubboyev, der ebenfalls usbekischer Meister im Schach ist.